# Doernbecher Gyermekkórház
A Doernbecher Gyermekkórház az Oregoni Egészségtudományi Egyetem oktatókórháza az Amerikai Egyesült Államok Oregon államának Portland városában. Az 1926-ban alapított kórház a régió első teljes körű gyermekgyógyászati ellátást biztosító intézménye.
A U.S. News & World Report országos rangsorában az ötödik, míg az államiban az első helyen áll.

## Története
A kórházat 1926-ban alapították a Marquam-dombon. Itt nyílt meg 1949-ben az állam első gyermekszemészeti, 1968-ban pedig az első újszülöttkori intenzív ellátást nyújtó klinikája. Az 1998-ban épült új székhelyet a FIDIC építészeti szövetség az elmúlt száz év egyik legjelentősebb mérnöki alkotásának nevezte. A ZGF Architects által tervezett 23 ezer négyzetméteres épület alatt két utca halad.

### Névadó
Az eredeti, hatszintes létesítményt a Frank Silas Doernbecher portlandi üzletember, az állam legnagyobb bútorgyára igazgatójának leszármazottai által kezelt pénzügyi alap adományaiból építették 1925–1926-ban. Doernbecher végrendeletében kétszázezer dolláros vagyonáról úgy rendelkezett, hogy azt „Oregon népének hasznára” fordítsák. A kórház korábban az OHSU elődje, az Oregoni Egyetem Orvosi Intézetének részeként működött.

## Fordítás
- Ez a szócikk részben vagy egészben  a   Doernbecher Children's Hospital című angol Wikipédia-szócikk ezen változatának fordításán alapul.  Az eredeti cikk szerkesztőit annak laptörténete sorolja fel. Ez a jelzés csupán a megfogalmazás eredetét és a szerzői jogokat jelzi, nem szolgál a cikkben szereplő információk forrásmegjelöléseként.